# 安見新七郎
安見 新七郎（やすみ しんしちろう）は、戦国時代から安土桃山時代にかけての武将。河内国交野城（私部城、大阪府交野市）主。

## 経歴
新七郎は、畠山氏や松永久秀に属した安見右近の一族とみられる。
元亀2年（1571年）5月、右近は松永久秀（または松永久通）に奈良に呼び出されて自害させられ、右近の居城である交野城は松永氏の軍勢によって攻められた。その際、落城は免れたものの、付城を築かれて包囲は続けられ、元亀3年（1572年）4月、松永勢により再び攻撃される。この時、織田勢や公方衆の援軍により交野城は救われたが、この戦いについて記された『信長公記』元亀3年4月の記事に「安見新七郎居城交野」とあることから、新七郎が交野城の城将だったことが分かる。
安見家における新七郎の立場については、天正8年（1580年）の時点で安見右近の後室が安見家中を取り仕切る様子がうかがえることや、その頃10歳になる右近の子息がいることから、安見家の当主でなく右近の子息が成長するまでの名代という立場にあったと考えられる。
天正4年（1576年）、石清水八幡宮が室町幕府に対し、新七郎に関わる訴えを起こしている。交野城のある私部に隣接する星田は石清水八幡宮領の大交野荘に属しており、星田から内殿日御供米120石が社納されることになっていた。ところが、安見新七郎が近年それを減らし、前年には全く社納が行われなかったというのが訴えの内容である。星田は元々安見右近が領知しており、永禄12年（1569年）にも右近が日御供米の社納を行わないとして同様の訴えが起きていた。
天正6年（1578年）、堺で九鬼水軍の大船を見物した織田信長が、その帰路に「安見新七郎所」で休息している。
天正7年（1579年）9月、枚方の鋳物師への夫役賦課を免除するよう命じる書状が、信長の坊主衆の1人である長雲軒妙相から新七郎へと送られた。これと前後して妙相は佐久間信盛とも書状を交わしており、そこからは諸役免除とされているにもかかわらず佐久間信盛が夫役を賦課したとして枚方の鋳物師が訴え出たこと、信盛と新七郎のどちらが主体となり夫役を課したかが明らかでないことが分かる。枚方への諸役賦課は安見右近も行っていたことから、新七郎はそれを引き継いだものとみられる。佐久間信盛はその上位権力としてあったが、枚方の支配については信盛から新七郎への明確な指揮系統があったわけではないと考えられる。
天正9年（1581年）2月の馬揃には新七郎も招集された。招集者を指示する信長朱印状の写に、下層領主層を束ねる立場とみられる「取次者」として新七郎の名が記されており、新七郎は織田政権期の末期に至るまで北河内の有力領主の地位にあった。
しかし、これ以降新七郎の姿は確認できない。本拠地だった私部は天正12年（1584年）には豊臣氏の蔵入地となっており、安見氏が支配してきた星田も市橋長利に与えられ、同年には石清水八幡宮に対し日御供米120石が納められることになっている。これらのことから、新七郎は天正10年（1582年）の山崎の戦いの際に明智光秀方に味方して、逼塞した可能性が考えられる。

## 後世の文献と親族関係
江戸時代の河内国讃良郡岡山村（四條畷市）の庄屋・高橋孫兵衛家の先祖書きに安見新七郎の名が現れる。同家は河岡（甲可）三郷（北野村・中野村・南野村）3,000石を領し、文禄年中（1592–1596年）に郷士になったと伝える家で、天正13年（1583年）に他国に転封となった甲可郷領主の結城氏に仕えていたと考えられる。同家の先祖書きによると、高橋孫之丞重正の妻が「交野城主安見新七郎ノ娘」だったという。
また、守護畠山氏の系図の一つ『津川本畠山系図』に、安見新七郎を称したという人物が記載されている。同系図に記される畠山政国の子の1人・倍高が「安見左近允」や「新七郎」を名乗ったとされ、「安見右近允建政下之交野城主河州」であったという。なお、『津川本畠山系図』は文政年中（1818–1831年）以降の成立と推測され、信憑性の高い箇所を含むものの、明白な誤りが多くあるとされている。同系図には畠山政国の子息として深政、高政、昭高、政義、倍高、政興、長康の7人の名が記されているが、『両畠山系図』や『古今采輯』所収の系図、『寛政重修諸家譜』などには高政・昭高・政義（政尚）の3名しか記載されておらず、安見倍高らの名はない。